# Julien Content
Julien Content (né le 26 septembre 1892 - mort le 15 juillet 1927) est un militant anarchiste, antimilitariste et syndicaliste révolutionnaire français.

## Biographie
De 1912 à 1913, il est secrétaire de la Fédération communiste anarchiste de la région parisienne.
Lorsque la Première Guerre mondiale éclate il refuse l'Union sacrée et participe en décembre 1916, avec Louis Lecoin et Ruff à la diffusion du tract Imposons la Paix, arrêté il est condamné à six mois de prison. Libéré en juin 1917, il est à nouveau arrêté en possession d'une édition clandestine du Libertaire et condamné à 15 mois de prison. Après sa libération, il reprend durant deux ans le secrétariat de la Fédération anarchiste et l'édition du Libertaire mais subit de nouvelles condamnations pour délit de presse ainsi que pour propos subversifs exprimés en réunion publique.
En 1921, il se fixera à Caen où il milite dans le mouvement syndical et collabore au Populaire normand avant de s'en écarter à la suite de la mainmise des communistes sur le journal.
De retour à Paris, il reprend l'administration du Libertaire et de La Revue anarchiste puis après un désaccord en 1924, il collabore au journal L'idée anarchiste.
Devenu infirme à la suite d'un accident de voiture en 1926, il se suicide un an plus tard.

## Notices
- Dictionnaire international des militants anarchistes : notice biographique.
- L'Éphéméride anarchiste : notice biographique.
- Dictionnaire biographique du mouvement ouvrier français, « Le Maitron » : notice biographique.
- Dictionnaire des anarchistes : notice.